# Jefferson (New York)
Pour les articles homonymes, voir Jefferson.
Jefferson est une ville du comté de Schoharie dans l’État de New York, aux États-Unis.